# محافظة بوكيت

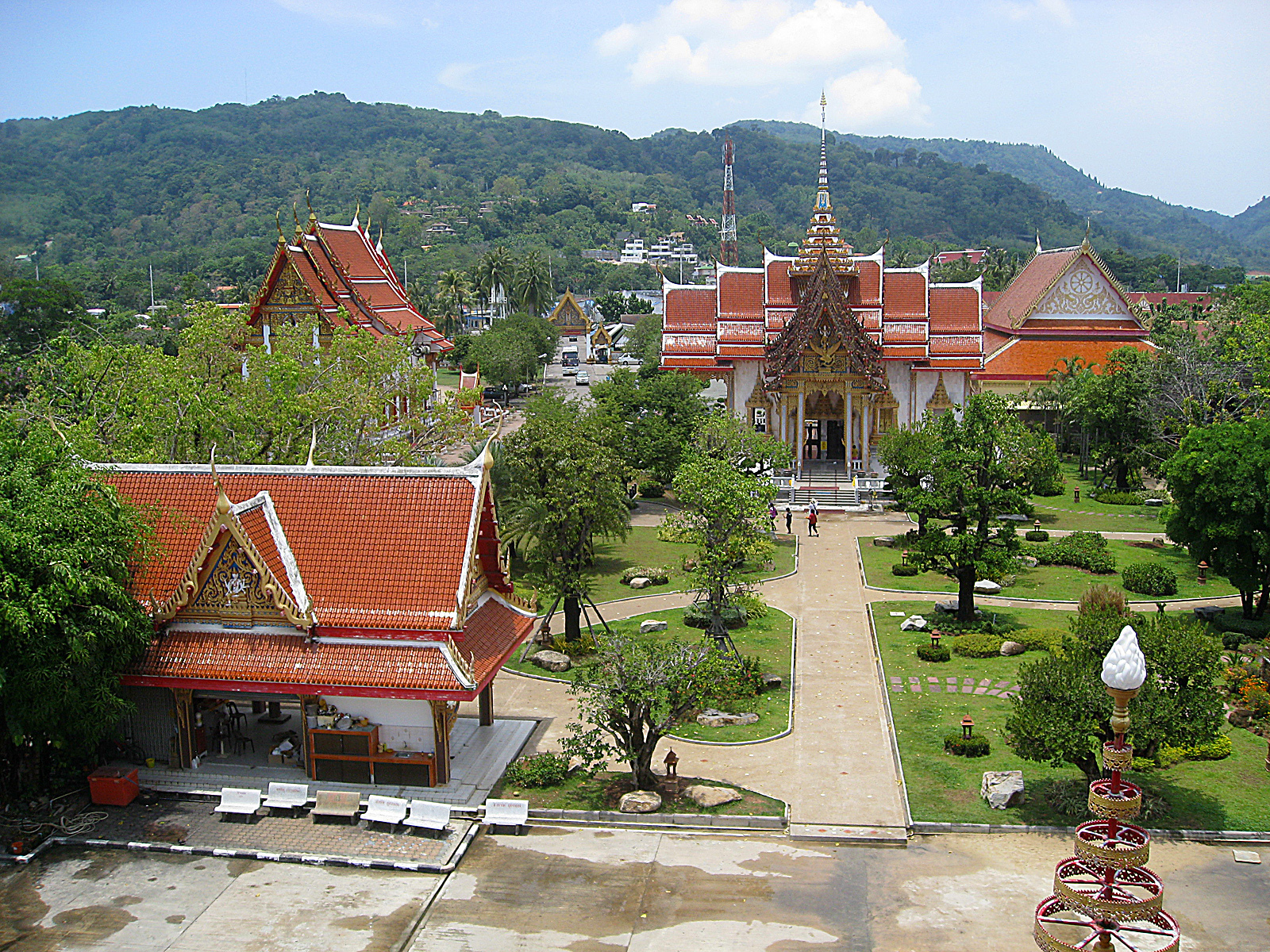

 محافظة بوكيت (بالتايلاندية:ภูเก็ต) و (بالإنكليزية:Phuket) هي جزيرة ومحافظة تقع في جنوب تايلاند تجاورها محافظات فانغ نغا وكرابي. 20% من تعداد سكانها من المسلمين.

## التسمية
تعني بوكيت باللغة (الجاوية) تلة.

## التاريخ
كانت تُسمى الجزيرة جونكسيلون والتي كانت مركز مهما للتجارة فقد تنافس الفرنسيين للتجارة في بوكيت وقد وصلت أول سفينة تجارية إلى بوكيت في 1680 وهي تابعة لشركة الهند الشرقية، تم طرد الفرنسيين في عام 1688 عقب الثورة التايلاندية. 
هاجمت بورما بوكيت في عام 1785 وبعد حصار دام شهر اضطرت القوات البورمية إلى الانسحاب، أصبحت بوكيت محافظة بحد ذاتها في العام 1933.

## الجغرافيا
بوكيت هي أكبر جزيرة في تايلاند وتقع على بحر أندامان في جنوب تايلاند، هناك سلسلة من الجبال في غرب الجزيرة وتبدأ من الشمال إلى الجنوب وتعرف باسم جبال بوكيت الذي يصل ارتفاعها إلى (1,736 قدم) فوق سطح البحر.
تبلغ مساحة بوكيت الإجمالية 570 كيلومترا مربعا (220 ميل مربع) بما في ذلك الجزر الصغرى، وتبعد الجزيرة عن العاصمة بانكوك قرابة 863 كم (536 ميلا) جنوب بانكوك، وتبلغ مساحتها حوالي 543 كيلومترا مربعا (210 ميل مربع) باستثناء الجزر الصغيرة. يتبع المحافظة ما يقارب 39 جزيرة صغيرة ويقدّر طول جزيرة بوكيت من الشمال إلى الجنوب 48 كيلومترا (30 ميلا).
تبلغ الجبال في بوكيت حوالي 70% من مساحة الجزيرة و 30% المتبقية عبارة عن سهول واقعة في الأجزاء الوسطى والشرقية من الجزيرة والجزيرة لا تحتوي على أنهار رئيسية وتحتوي على بعض جداول.
تغطي الغابات ومزارع المطاط وزيت النخيل ما يقارب 60% من مساحة الجزيرة. الساحل الغربي فيه العديد من الشواطئ الرميلة ويسمى الشاطئ الأكثر شعبية في بوكيت شاطئ باتونج وهو يقع على الساحل الغربي.

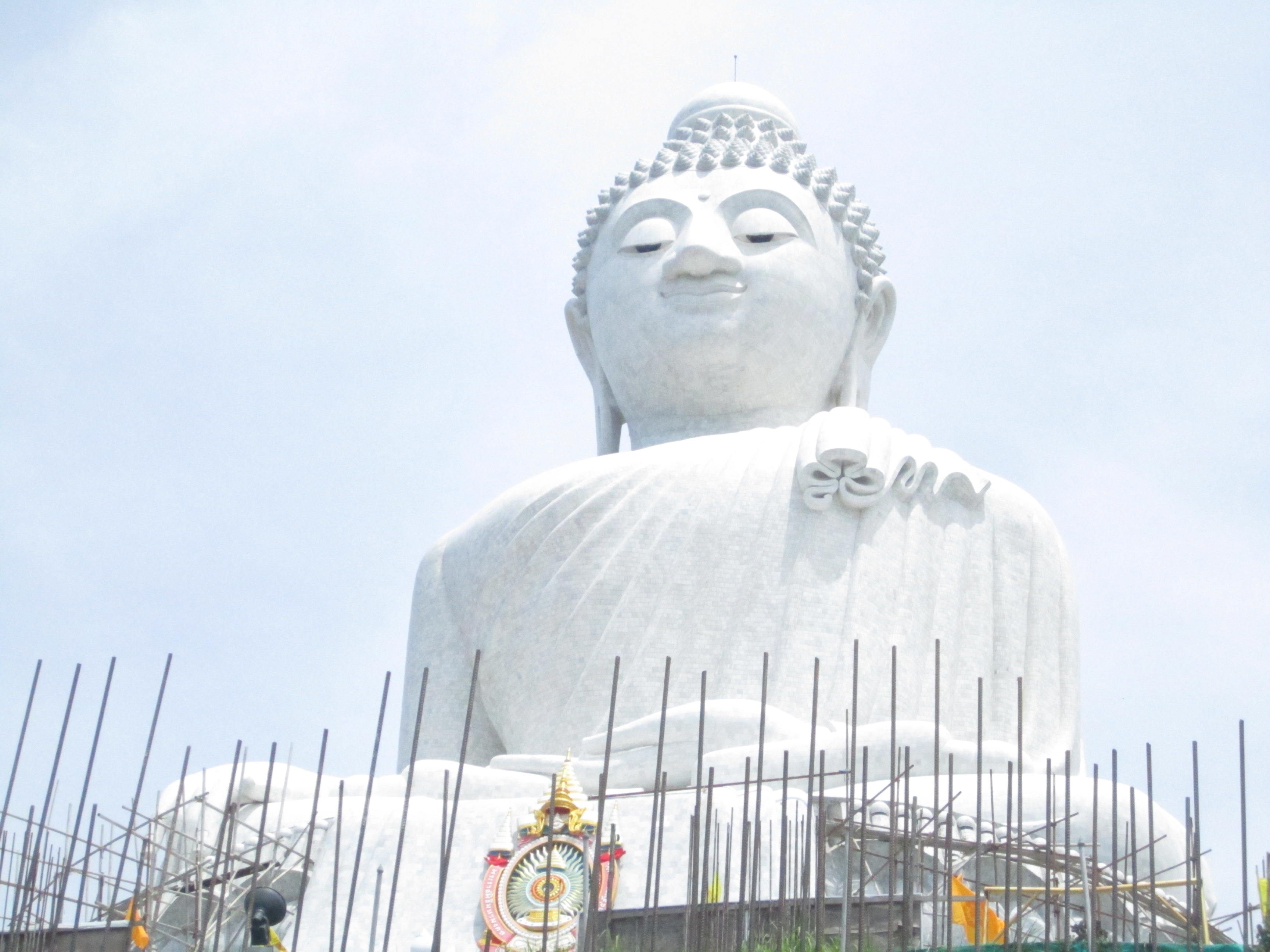
تمثال بوذا في بوكيت.

ومن أهم ما يميز هذه الجزيرة وجود بعض من أجمل مواقع الغوص على المستوى العالمي إضافة إلى تطور سياحة الغوص والرحلات البحرية بشكل راق ومناسب للجميع فيمكن للغواصين الاختيار ما بين رحلات لغوص لمدة يوم واحد مع توفير الوجبات والمشروبات على متن قوراب مجهزة بجميع وسائل الراحة والاستجمام وبين رحلات لعدة أيام أو حتى أسابيع تجوب مياه جزيرة بوكيت والجزر الصغيرة القريبة والتي تتميز بتنوع شعابها المرجانية وكائناتها البحرية المختلفة من سلاحف بحرية وقروش بجميع أنواعها.

## التقسيمات الادارية

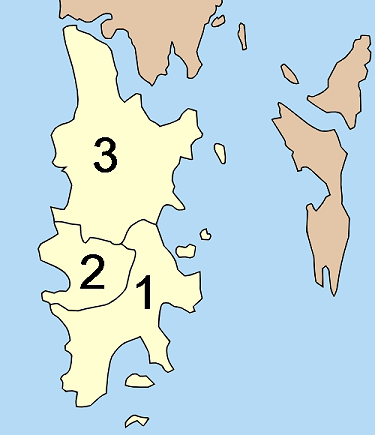
خريطة توضح التقسيم الاداري لمقاطعات بوكيت

تنقسم محافظة بوكيت إلى 3 مقاطعات رئيسية و 17 بلدية و 103 قرية .
| 1. موانج بوكيت 2. كاتو 3. تالانغ |

## مدن شقيقة
محافظة بوكيت لديها عدد من المدن الشقيقة
- لاس فيغاس، الولايات المتحدة الأمريكية
- نيس، فرنسا
- هينان، الصين [7]

محافظة بوكيت لديها عدد من التوأمة معا المدن 
- يانتاي، الصين
- ناخودكا، روسيا، منذ سبتمبر 2006،[8]
- بورت بلير، الهند[9]

## وصلات خارجية
- Forbes, Andrew, and Henley, David: Phuket’s Historic Peranakan Community